# 1761 Edmondson
Az 1761 Edmondson (ideiglenes jelöléssel 1952 FN) a Naprendszer kisbolygóövében található aszteroida. Az Indianai Egyetem fedezte fel 1952. március 30-án.